# 325
Năm 325 là một năm trong lịch Julius.